# Rolf Berger (Politiker)
Rolf Berger (* 14. Mai 1921 in Leipzig; † 30. Dezember 1978) war ein deutscher Gewerkschaftsfunktionär und Politiker der Sozialistischen Einheitspartei Deutschlands (SED) in der Deutschen Demokratischen Republik (DDR). Er war Vorsitzender der Industriegewerkschaft Metall der DDR, stellvertretender Vorsitzender des Freien Deutschen Gewerkschaftsbundes (FDGB), von 1963 bis 1971 Mitglied des Zentralkomitees (ZK) der SED und Abgeordneter der Volkskammer. Berger wurde 1971 entmachtet, weil er mehr Eigenständigkeit der Gewerkschaften in der DDR gefordert hatte.

## Leben
Der Sohn eines Arbeiters Berger erlernte nach der Volksschule den Beruf des Werkzeugdrehers und war bis zu seiner Einberufung in die deutsche Wehrmacht 1942 in diesem Beruf tätig. Bis 1945 kämpfte er im Rang eines Unteroffiziers im Zweiten Weltkrieg. Im Oktober 1945 geriet er in britische Kriegsgefangenschaft, kam aber nach Kriegsende frei und kehrte nach Leipzig zurück.
1945 wurde Berger, der bis 1947 wieder in seinem Ausbildungsberuf tätig war, Mitglied der Kommunistischen Partei Deutschlands (KPD) und des FDGB. 1946 wurde er Mitglied der SED. Er war 1946 Vorsitzender des Ausschusses der Nationalen Front im Gemeindeverband Klosterfelde. Von 1947 bis 1950 war Berger hauptamtlicher Sekretär für Schulung im FDGB-Ortsvorstand in Leipzig. 1948 besuchte er mehrere Kurse an verschiedenen Gewerkschaftsschulen.
1951 wurde Berger Ortsvorstand der IG Metall in Leipzig und 1952 Vorsitzender des Bezirksverbandes Leipzig. Von 1953 bis 1957 war er, als Nachfolger von Hans Schmidt, Vorsitzender des Zentralvorstands der IG Metall in der DDR. Von 1957 bis 1960 absolvierte Berger ein Studium der Gesellschaftswissenschaften an der Parteihochschule „Karl Marx“, das er mit dem Diplom abschloss.
Von 1960 bis 1971 war Berger erneut, jetzt als Nachfolger von Herbert Dönitz, Vorsitzender des Zentralvorstands der IG Metall. Von 1961 bis 1971 war er zusätzlich stellvertretender Vorsitzender des FDGB-Bundesvorstands, Leiter des Sekretariats und Mitglied dessen Präsidiums. Von 1963 bis 1971 war Berger Mitglied des ZK der SED und Abgeordneter der Volkskammer der DDR. 1964 wurde er an der Hochschule für Ökonomie Berlin zum Doktor der Wirtschaftswissenschaften promoviert.
Am 9. Juli 1971 wurde Berger wegen Forderungen nach eigenständigen, freien Gewerkschaften und Kritik an der zentralistischen Planwirtschaft aller Posten enthoben. Von 1971 bis 1975 war er ökonomischer Direktor in einem Berliner Betrieb des Metallurgiehandels und von 1976 bis zu seinem Tod 1978 wissenschaftlicher Mitarbeiter am Bezirksinstitut für Veterinärwesen in Frankfurt (Oder).

## Ehrungen
- 1962 Vaterländischer Verdienstorden in Bronze[2]
- 1965 Vaterländischer Verdienstorden in Silber[3]
- 1969 Verdienstmedaille der DDR

## Werke
- Wettbewerb heute und morgen. Berlin 1964.
- Weltanschauliche Probleme der Gewerkschaftsarbeit. Berlin 1967.